# دانشگاه ارجیس
دانشگاه ارجیس (به ترکی استانبولی: Erciyes Üniversitesi) یک دانشگاه دولتی واقع در شهر قیصریه در ترکیه است.

## تاریخچه
در سال ۱۹۶۹ نخستین مرکز دانشگاهی آن تحت پوشش دانشگاه حاجت تپه با عنوان دانشکدهٔ پزشکی گوهر نسیبه بنیانگذاری شد. در سال ۱۹۷۷ نیز دومین دانشکدهٔ آن یعنی دانشکدهٔ مدیریت قیصری گشایش یافت. با اضافه‌شدن دو دانشکدهٔ دیگر یعنی دانشکده‌های مهندسی و الهیات در سال ۱۹۸۲ این مجموعه رسماً به دانشگاه تبدیل شد. این دانشگاه نام خود را از قلهٔ ارجیس که با ارتفاع ۳٬۹۱۶ متری در فاصلهٔ ۱۵ کیلومتری جنوب غربی شهر واقع شده گرفته‌است. طبق اعلام سازمان آموزش عالی ترکیه در سال ۲۰۱۰ دانشکدهٔ پزشکی دانشگاه ارجیس پس از دانشکده‌های پزشکی حاجت‌تپه و دانشکدهٔ جراح پاشای دانشگاه استانبول سومین دانشکدهٔ مورد ترجیح پذیرفته‌شدگان کنکور ترکیه شناخته شده‌است.

## تشکیلات آموزشی
این دانشگاه دارای ۱۶ دانشکده، ۶ مؤسسه، ۸ کالج، ۸ مرکز فنی حرفه‌ای، ۱۳ مرکز تحقیقاتی، ۴ بیمارستان تخصصی، ده‌ها کارگاه فنی آموزشی و کتابخانه‌های تخصصی است.

### انستیتوها

#### انستیتو علوم پایه
- رشته‌های فوق لیسانس: زیست‌شناسی، فیزیک، مهندسی رایانه، مهندسی بیومدیکال، مهندسی محیط، مهندسی اکتریک-الکترونیک، مهندسی صنایع، مهندسی غذا، مهندسی نقشه، مهندسی طراحی صنعتی، مهندسی عمران، مهندسی ماشین آلات، مهندسی ابزار، مهندسی مکاترونیک، مهندسی نساجی، مهندسی سامانه‌های انرژی، ریاضی، شیمی، دبیری فیزیک، معماری، نقشه‌کشی شهری، ستاره‌شناسی و علوم فضا، ژئودزی و فتوگرامتری، مهندسی محیط، دبیری شیمی، دبیری ریاضی.
- رشته‌های دکترا: زیست‌شناسی، فیزیک، شیمی، ریاضی، مهندسی رایانه، مهندسی الکترونیک، مهندسی عمران، مهندسی ماشین آلات، مهندسی غذا، مهندسی محیط.

#### انستیتو علوم پزشکی
- رشته‌های فوق لیسانس: آناتومی، بیوشیمی پزشکی، پزشکی ورزشی، مربی‌گری ورزشی، آمار زیستی، داروسازی، فیزیولوژی، بهداشت عمومی، بافت‌شناسی، بافت‌شناسی دامپزشکی، پزشکی فیزیکی، بیوفیزیک، میکروبیولوژی، میکروبیولوژی دامپزشکی، انگل‌شناسی، انگل‌شناسی دامپزشکی، پاتولوژی دامپزشکی، جراحی دامپزشکی، جنین‌شناسی، جنین‌شناسی دامپزشکی، مامایی دامپزشکی، بیماری‌های داخلی دام و حیوان، علوم تغذیه دامپزشکی، تلقیح مصنوعی و اصلاح نژاد دامپزشکی، ویروس‌شناسی دامپزشکی، فیزیولوژی دامپزشکی، بیوشیمی دامپزشکی، تغذیه و رژیم غذایی، شیمی دارویی، بیماری‌های دهان و دندان، پروتز دندان، شیمی تجزیه، پرستاری، بیوشیمی داروسازی، میکروبیولوژی دارویی، فارماکوگنوزی، بیولوژی پزشکی، ژنتیک پزشکی.
- رشته‌های دکترا: آناتومی، بیوشیمی پزشکی، پزشکی ورزشی، مربی‌گری ورزشی، آمار زیستی، داروسازی، فیزیولوژی، بهداشت عمومی، بافت‌شناسی، بافت‌شناسی دامپزشکی، پزشکی فیزیکی، بیوفیزیک، میکروبیولوژی، میکروبیولوژی دامپزشکی، انگل‌شناسی، انگل‌شناسی دامپزشکی، پاتولوژی دامپزشکی، جراحی دامپزشکی، جنین‌شناسی دامپزشکی، مامایی دامپزشکی، بیماری‌های داخلی دام و حیوان، علوم تغذیه دامپزشکی، تلقیح مصنوعی و اطلاح نژاد دامپزشکی، ویروس‌شناسی دامپزشکی، فیزیولوژی دامپزشکی، بیوشیمی دامپزشکی، تغذیه و رژیم غذایی، شیمی دارویی، بیماری‌های دهان و دندان، پروتز دندان، شیمی تجزیه، پرستاری، میکروبیولوژی دارویی، فارماکوگنوزی، بیولوژی پزشکی، ژنتیک پزشکی، پرستاری بهداشت عمومی، ارتودنسی، زنان و زایمان، جراحی دهان-دندان و فک.

#### انستیتو هنرهای زیبا
- رشته‌های فوق لیسانس: نقاشی، موسیقی، سرامیک

#### انستیتو علوم اجتماعی
- رشته‌های فوق لیسانس: آموزش، فلسفه و ادیان، مدیریت، اقتصاد، تاریخ اسلام، تاریخ، علوم پایه اسلامی، زبان و ادبیات مغرب زمین، زبان و ادبیات ترک، تاریخ هنر و فرهنگ، موسیقی، رادیو-تلویزیون و سینما، روزنامه‌نگاری، حقوق خصوصی، حقوق عمومی، زبان و ادبیات روسی، روایط عمومی و تبلیغات، دبیری تاریخ، دبیری موسیقی، دبیری ترکی، دبیری زبان ژاپنی، دبیری زبان عربی، دبیری زبان کره‌ای، روابط بین‌الملل، تدوین سیستم‌های آموزشی، پژوهش‌های علوم اوراسیا.
- رشته‌های دکترا: آموزش، فلسفه و ادیان، مدیریت، اقتصاد، تاریخ اسلام، تاریخ، علوم پایه اسلامی، زبان و ادبیات مغرب زمین، زبان و ادبیات ترک، زبان و ادبیات روسی.

### دانشکده‌ها

#### دانشکده دندانپزشکی
- رشته‌ها: ترمیم پروتزی دندان، ارتودنسی، پریودنتولوژی، بیماری‌های دندان، رادیولوژی و تشخیص دهانی، جراحی دندان و فک.

#### دانشکده داروسازی
- رشته‌ها: شیمی دارویی، سم‌شناسی دارویی، تکنولوژی دارویی، میکروبیولوژی دارویی، داروشناسی، شیمی تجزیه، بیوشیمی و فارماکوکنوزی.

#### دانشکده معلمی
- رشته‌ها: دبیری ادبیات آلمانی، دبیری ادبیات انگلیسی، دبیری علوم دینی و فرهنگ، مشاوره روان‌شناسی، دبیری علوم فنی، آموزش ابتدایی، دبیری علوم اجتماعی، معلمی ابتدایی ریاضیات، دبیری زبان ترکی.

#### دانشکده ادبیات و علوم انسانی
- رشته‌ها: زبان و ادبیات چینی، زبان و ادبیات انگلیسی، زبان و ادبیات فارسی، زبان و ادبیات عرب، زبان و ادبیات ژاپنی، زبان و ادبیات کره‌ای، زبان و ادبیات عبرانی، زبان و ادبیات ارمنی، زبان و ادبیات اردو، زبان و ادبیات روسی، زبان و ادبیات ترکی، تاریخ، تاریخ هنر، جامعه‌شناسی، فلسفه، باستان‌شناسی، ادبیات و لهجه‌های ترکی، جغرافیا، هندشناسی، روان‌شناسی، علوم ملل ترک.

#### دانشکده علوم پایه
- رشته‌ها: زیست‌شناسی، فیزیک، شیمی، ریاضی، ستاره‌شناسی و علوم فضایی.

#### دانشکده حقوق
- رشته‌ها: حقوق خصوصی، حقوق عمومی، اقتصاد

#### دانشکده هنرهای زیبا
- رشته‌ها: موسیقی، نقاشی، مجسمه‌سازی، طراحی صنایع سرامیک و شیشه طراحی ارتباطات بصری.

#### دانشکده الهیات
- رشته‌ها: الهیات

#### دانشکده ارتباطات
- رشته‌ها: روزنامه‌نگاری، روابط عمومی و تبلیغات، رادیو، تلویزیون و سینما

#### دانشکده اقتصاد
- رشته‌ها: اقتصاد، سرمایه‌گذاری، مدیریت، روابط بین‌الملل

#### دانشکده مهندسی
- رشته‌ها: مهندسی رایانه، مهندسی بیومدیکال، مهندسی محیط، مهندسی اکتریک-الکترونیک، مهندسی صنایع، مهندسی غذا، مهندسی نقشه، مهندسی طراحی صنعتی، مهندسی عمران، مهندسی ماشین آلات، مهندسی ابزار، مهندسی مکاترونیک، مهندسی نساجی، مهندسی سامانه‌های انرژی.

#### دانشکده معماری
- رشته‌ها: معماری، نفشه کشی شهری و منطقه ای

#### دانشکده کشاورزی
- رشته‌ها: گیاهپزشکی، گیاهان زراعتی، علوم دامی.

#### دانشکده علوم بهداشت
- رشته‌ها: تغذیه، مامایی، پرستاری.

#### دانشکده دامپزشکی
- رشته‌ها: دامپرشکی

#### دانشکده پزشکی
- رشته‌ها: پزشکی

### کالج‌ها
- کالج تربیت بدنی و ورزش
- کالج بهداشت نوشهیر
- کالج خلبانی غیرنظامی
- کالج توریسم و هتلداری
- کالج زبان‌های خارجی

### کالج‌های فنی حرفه‌ای
- کالج فنی حرفه‌ای کایسری
- کالج فنی حرفه‌ای عزت بایراکتار
- کالج فنی حرفه‌ای علوم بهداشت خلیل بایراکتار
- کالج فنی حرفه‌ای مصطفی چیکرکچی اوغلو
- کالج فنی حرفه‌ای صفیه چیکرکچی اوغلو
- کالج فنی حرفه‌ای حسین شاهین
- کالج فنی حرفه‌ای نو شهیر

### مراکز تحقیقاتی
- مرکز تحقیقاتی آتاترک
- مرکز تحقیقاتی علوم رایانه
- مرکز تحقیقاتی محیط زیست
- مرکز تحقیقاتی انرژی
- مرکز تحقیقاتی آموزش مداوم دانشگاه ارجیس
- مرکز تحقیقاتی هدایت اشتغال دانشگاه ارجیس
- مرکز تحقیقاتی آزمایش‌های کلینیکی هاکان چتین سایا
- مرکز تحقیقاتی فیزیک پزشکی و هیدروکلیماتولوژی
- مرکز تحقیقات تاریخ کایسری
- مرکز تحقیقاتی کاپادوکیا
- مرکز تحقیقات استراتژیک
- مرکز تحقیقات تکنولوژی
- مرکز تحقیقاتی دانشکده پزشکی
- مرکز تحقیقات جهان ترک
- مرکز تحقیقات ورزشی

### بیمارستان‌ها
- بیمارستان عمومی گوهر نسیبه
- بیمارستان پیوند اعضا و دیالیز
- بیمارستان انکولوژی
- بیمارستان قلب

### کتابخانه
کتابخانه مرکزی دانشگاه با نام کتابخانه قدیر هاس با مساحتی متجاوز از ۱۰۴۰۰ متر مربع شامل ۱۰۰٬۰۰۰ کتاب، ۷۰٬۰۰۰ مجله و ۴۴۰۰ مجله الکترونیکی است.

## امکانات رفاهی

### خوابگاه‌ها
دانشجویانی که موفق به کسب امتیاز لازم از آزمون دانشگاه شوند می‌توانند در خوابگاه‌های دمیر کارامانجی واقع در پردیس اصلی دانشگاه بدون پرداخت هزینه‌ای اقامت نمایند. در این خوابگاه‌ها رستوران، بوفه، سالن ورزشی، اینترنت رایگان و دیگر امکانات رفاهی برای دانشجویان در نظر گرفته شده‌است.

### امکانات ورزشی
در پردیس اصلی دانشگاه ۳ سالن ورزشی سر پوشیده، ۴ زمین تنیس، ۴ سالن بسکتبال، ۲ سالن والیبال، استخر سر پوشیده، زمین چمن مصنوعی و ۴ سالن فوتسال برای خدمت به دانشجویان در نظر گرفته شده‌است.

### کلوب‌های دانشجویی
دانشجویان می‌توانند در تعداد ۳۴ کلوب دانشجویی فعالیت‌های فرهنگی، ورزشی و علمی داشته باشند.